# Pachymorpha carli
Pachymorpha carli är en insektsart som först beskrevs av Günther 1937.  Pachymorpha carli ingår i släktet Pachymorpha och familjen Diapheromeridae. Inga underarter finns listade i Catalogue of Life.